# Tęcza (instalacja artystyczna)

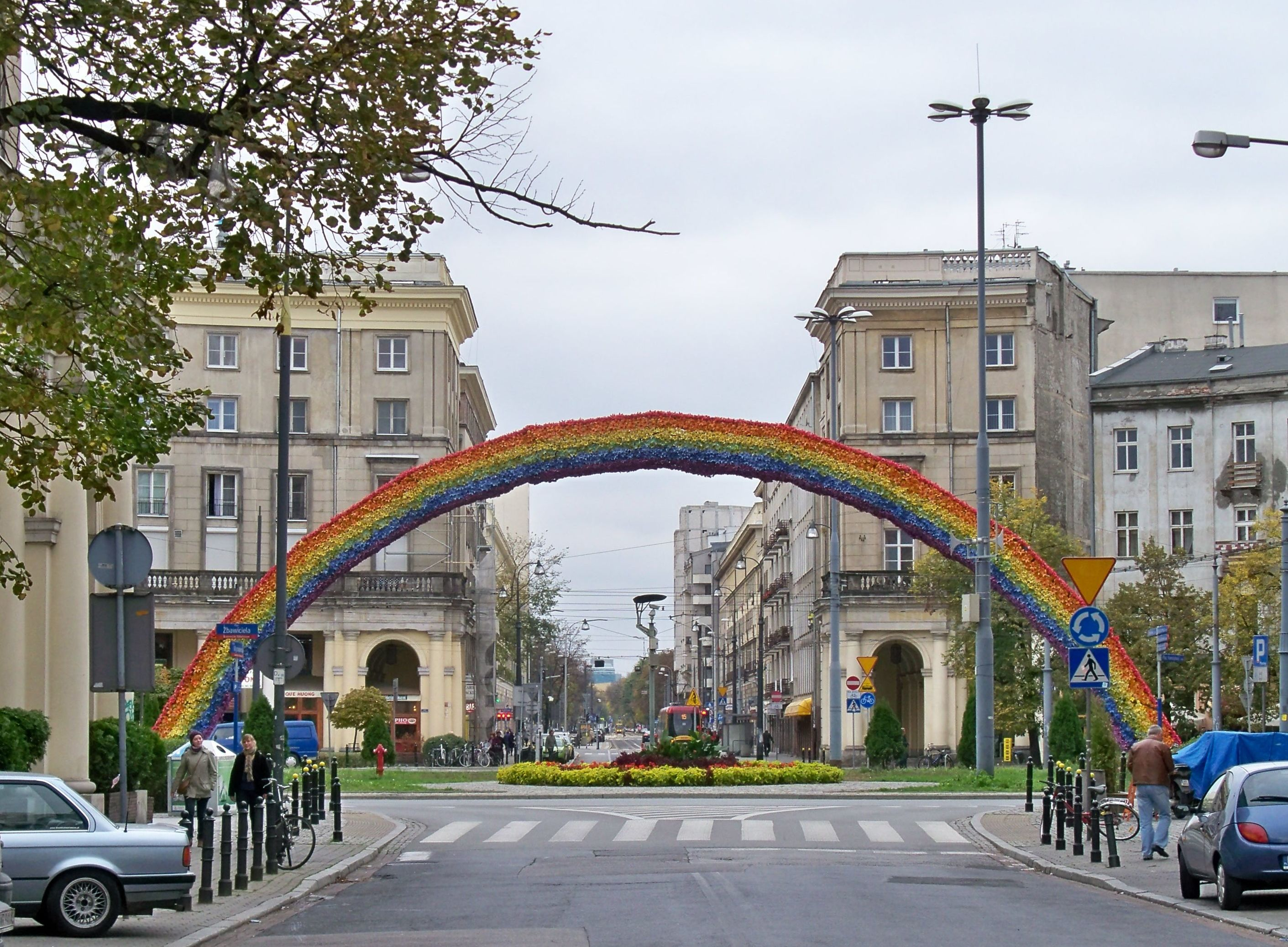
„Tęcza” (widok z ulicy Nowowiejskiej w kierunku alei Wyzwolenia, październik 2012)

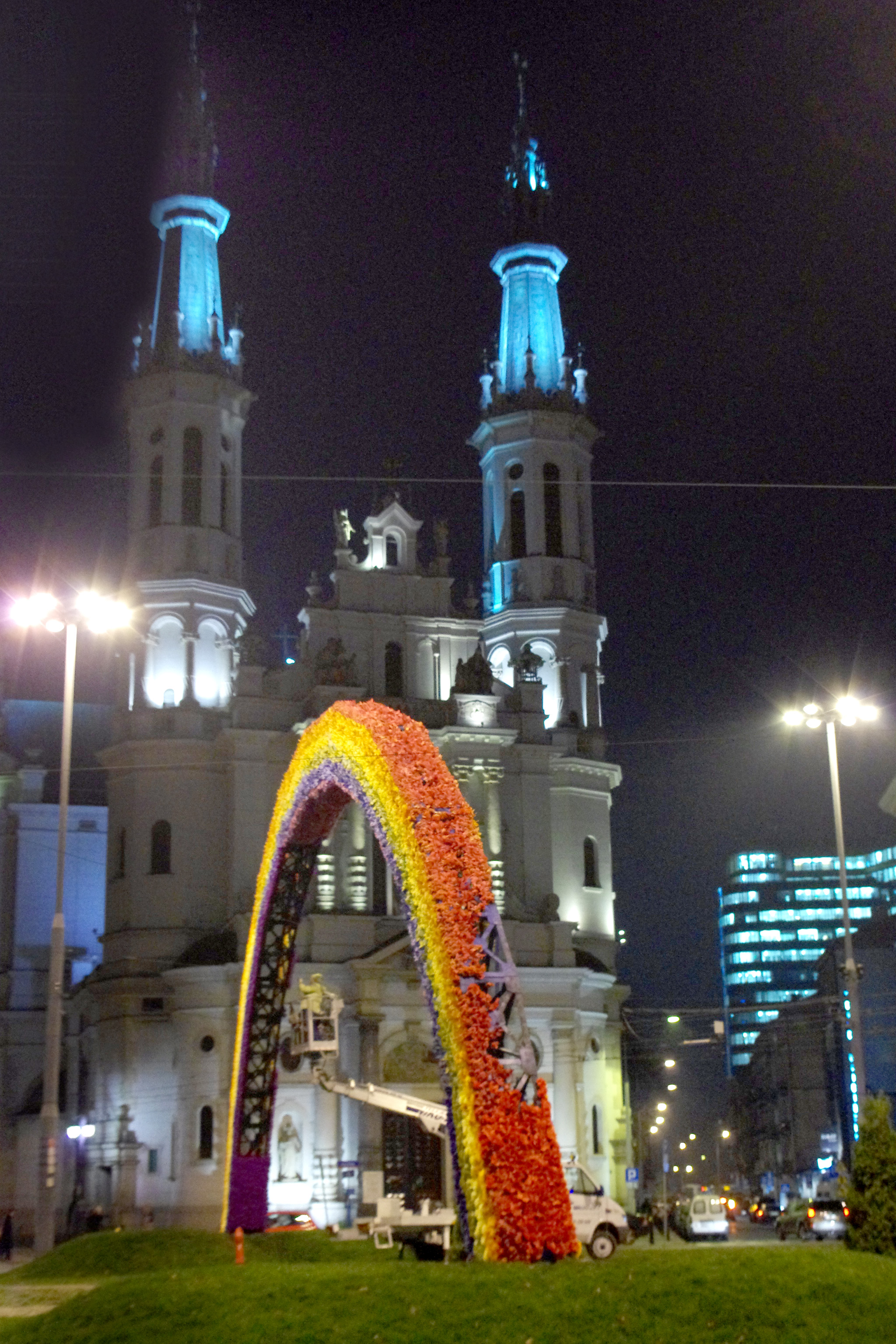
Remont „Tęczy” po próbie spalenia. W tle Kościół Najświętszego Zbawiciela

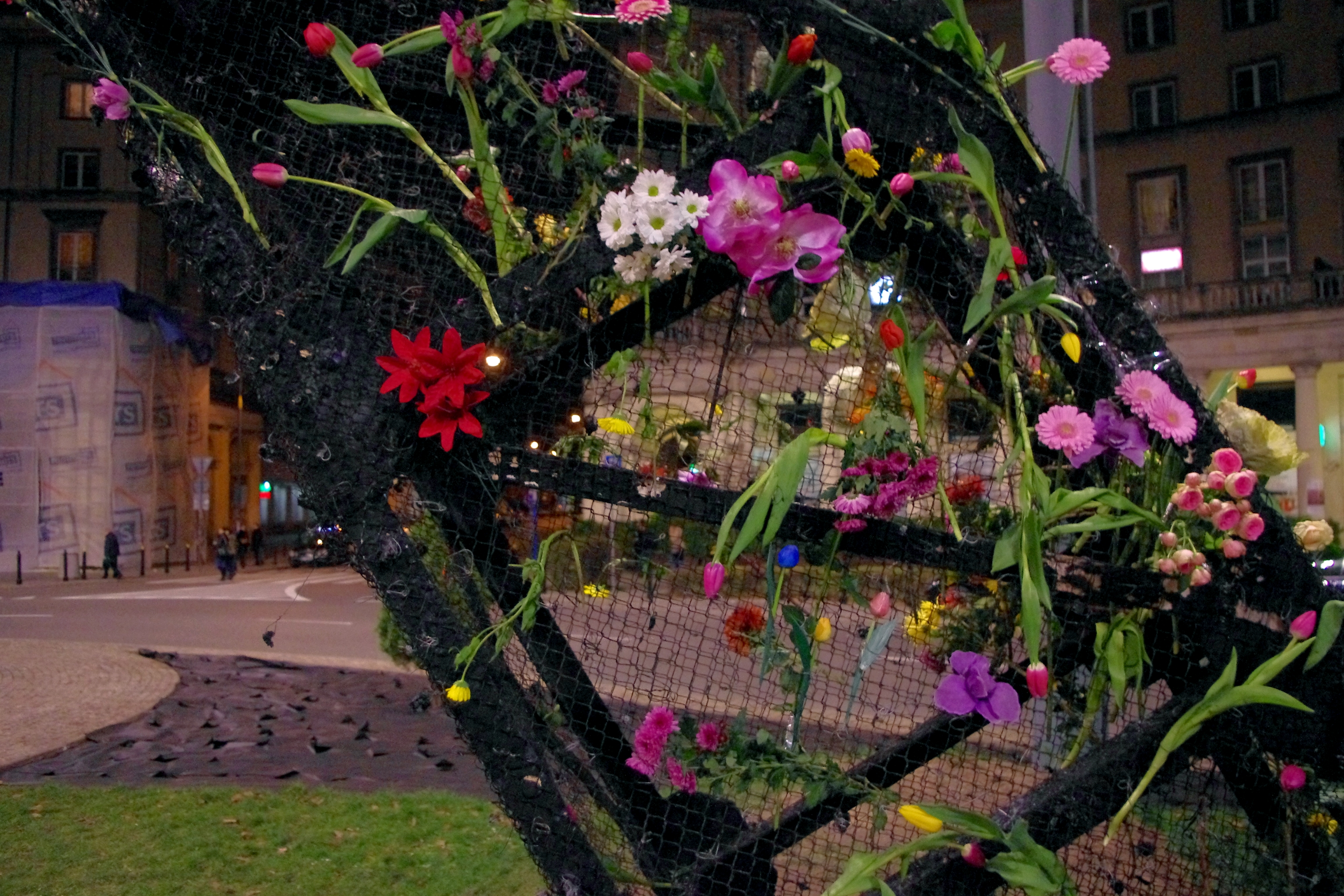
„Tęcza”, dzień po spaleniu podczas Marszu Niepodległości 2013. Na zdjęciu widoczne kwiaty przyniesione spontanicznie przez mieszkańców Warszawy w wyniku akcji „Wetknij kwiatek w tęczę” na Facebooku.

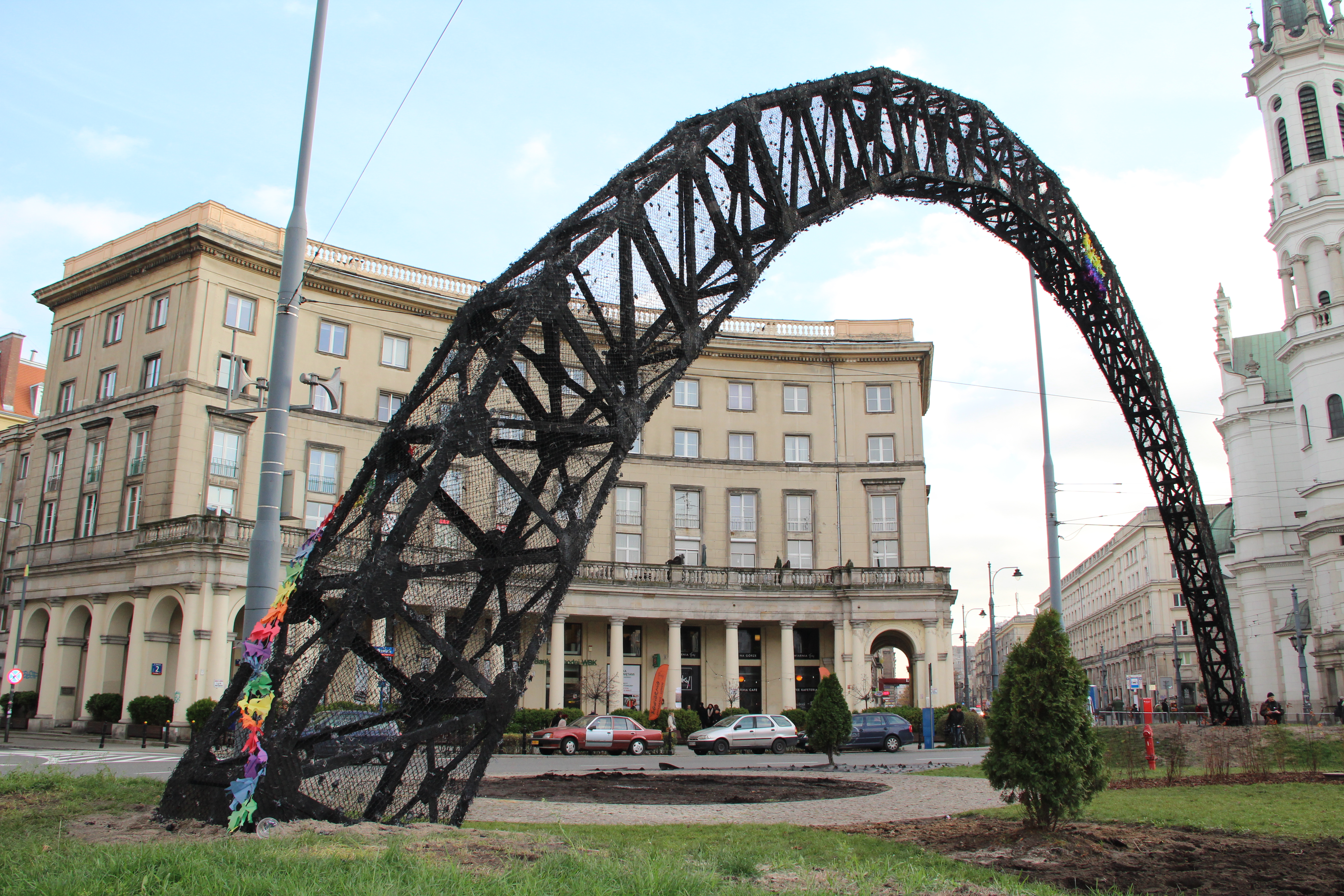
Spalona instalacja w listopadzie 2013

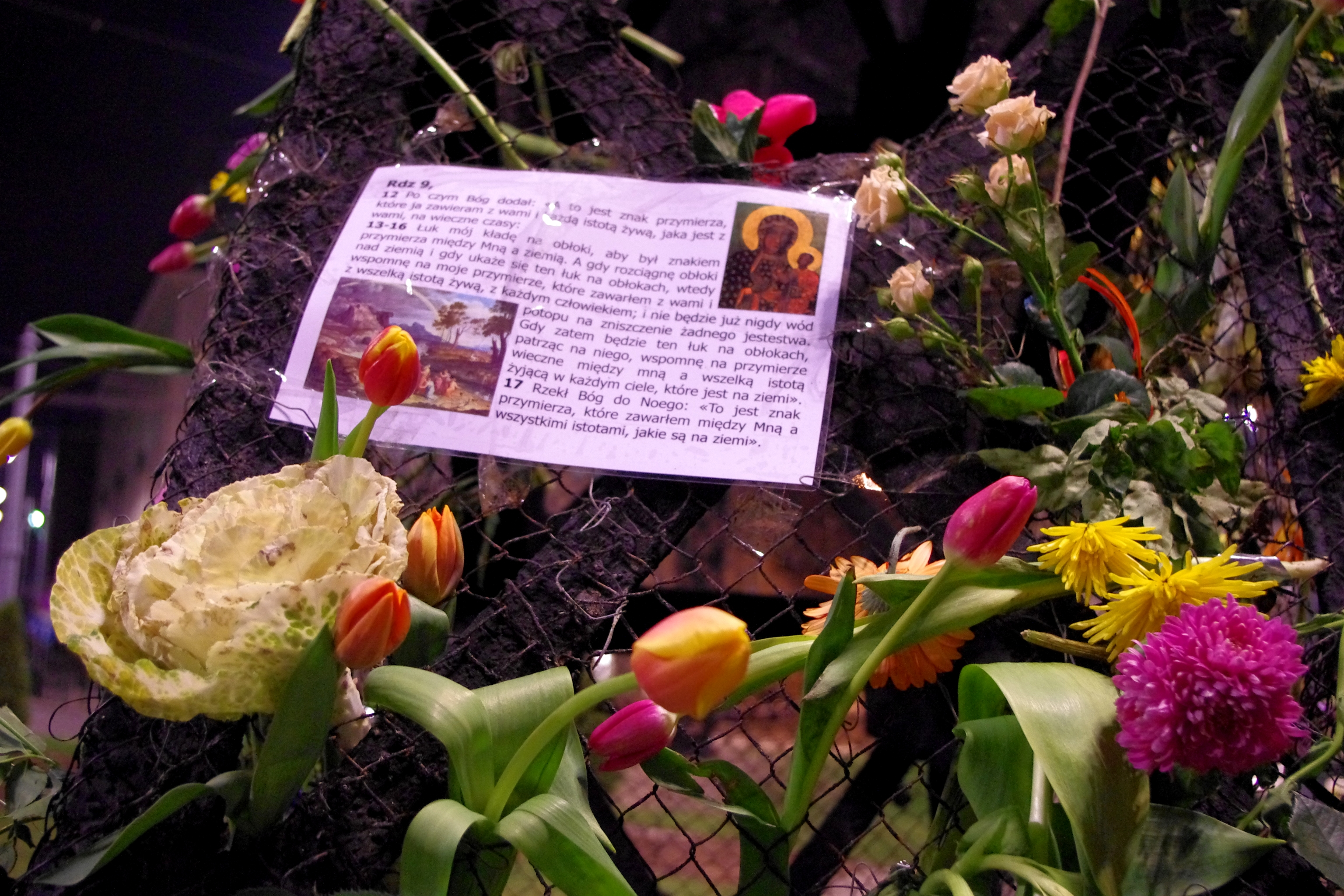
Kartka z wersetami z Pisma Świętego, z Księgi Rodzaju przytwierdzona do „Tęczy”, dzień po jej spaleniu (12 listopada 2013)

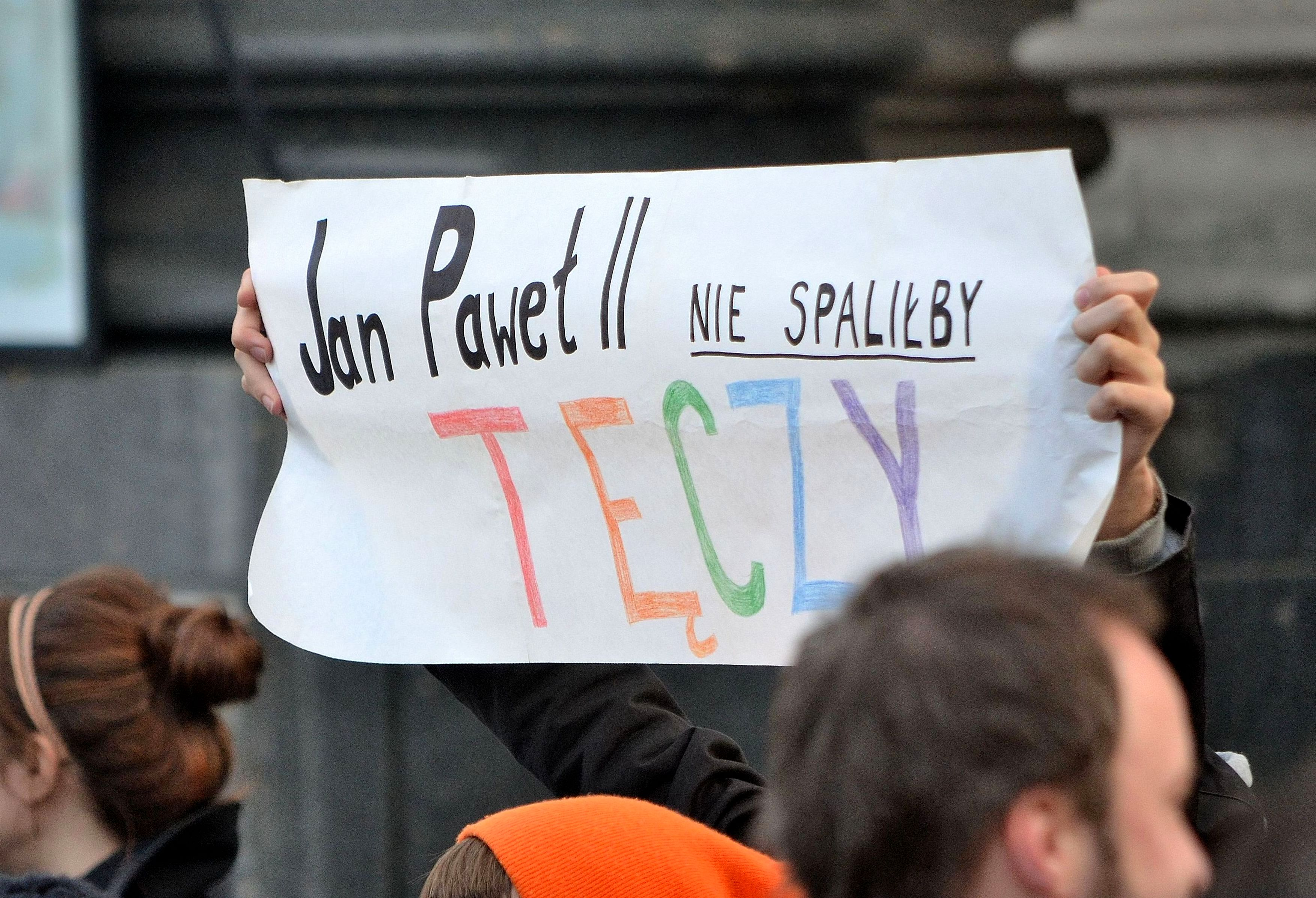
Transparent trzymany przez jednego z uczestników zgromadzenia „Bronię tęczy jak niepodległości” (11 listopada 2014)

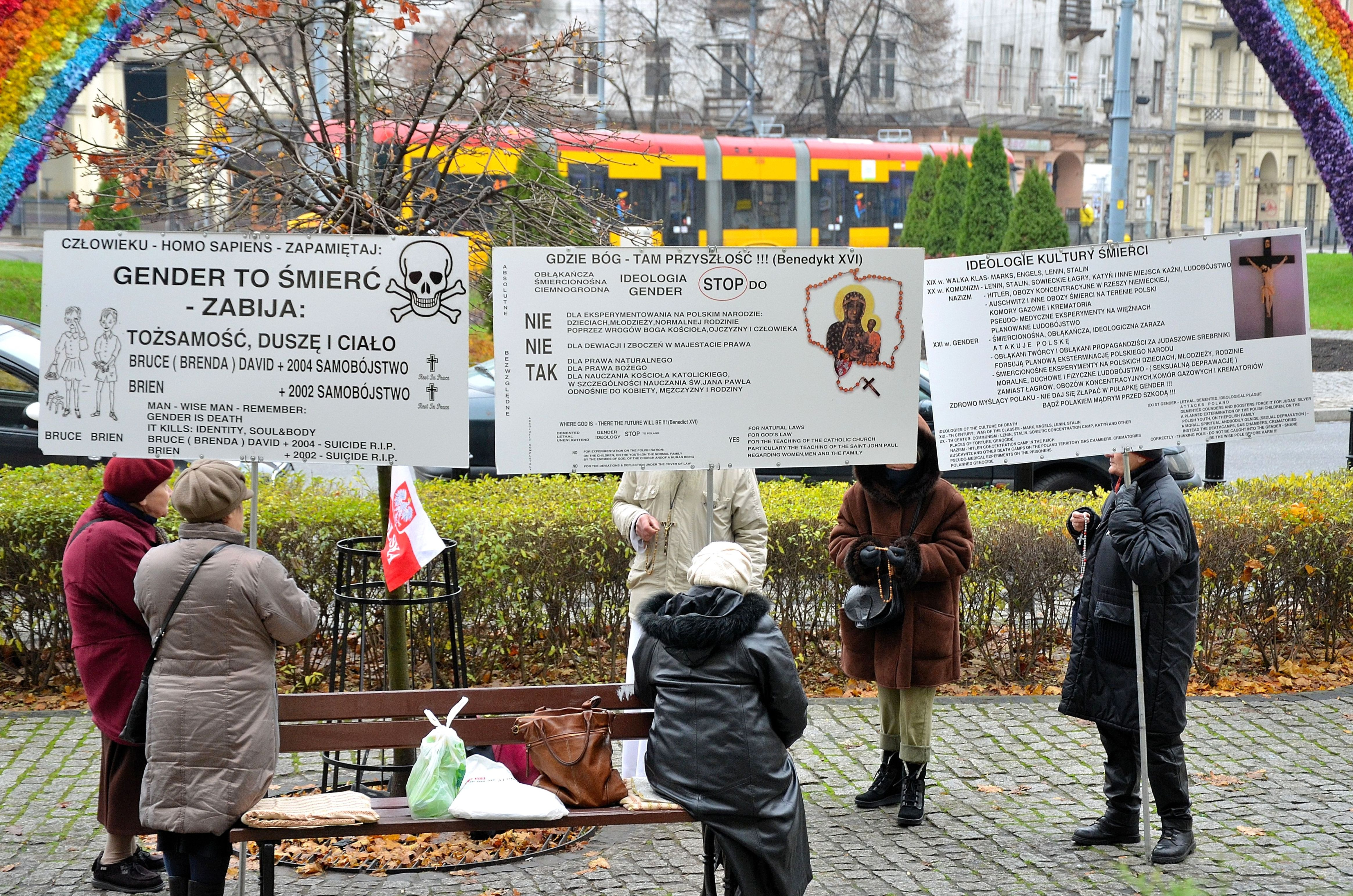
Pikieta modlitewno-edukacyjna przeciwników „Tęczy” i ideologii gender (listopad 2014)

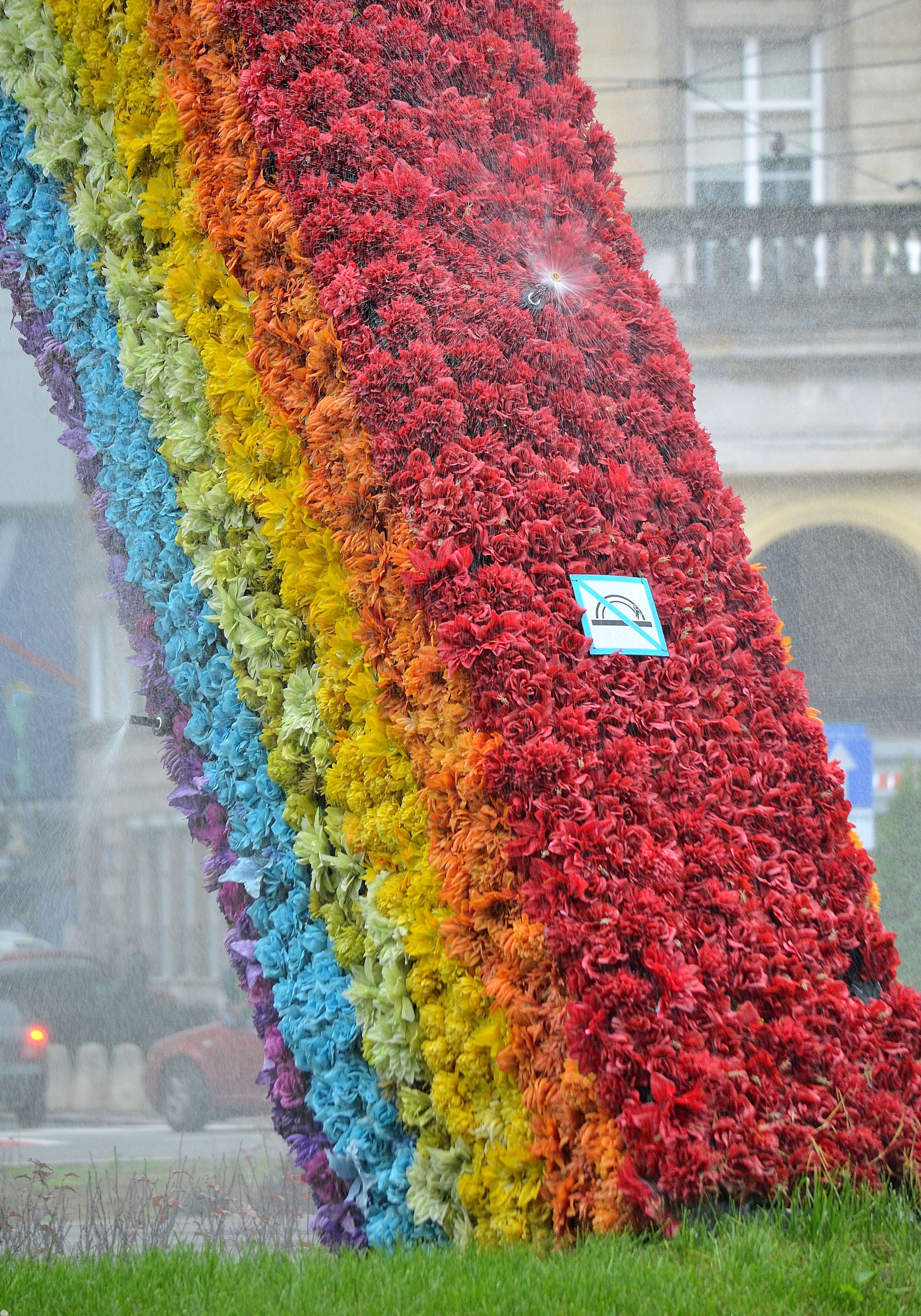
Specjalna instalacja zraszająca zainstalowana w 2014, mająca zapobiec kolejnym podpaleniom „Tęczy”

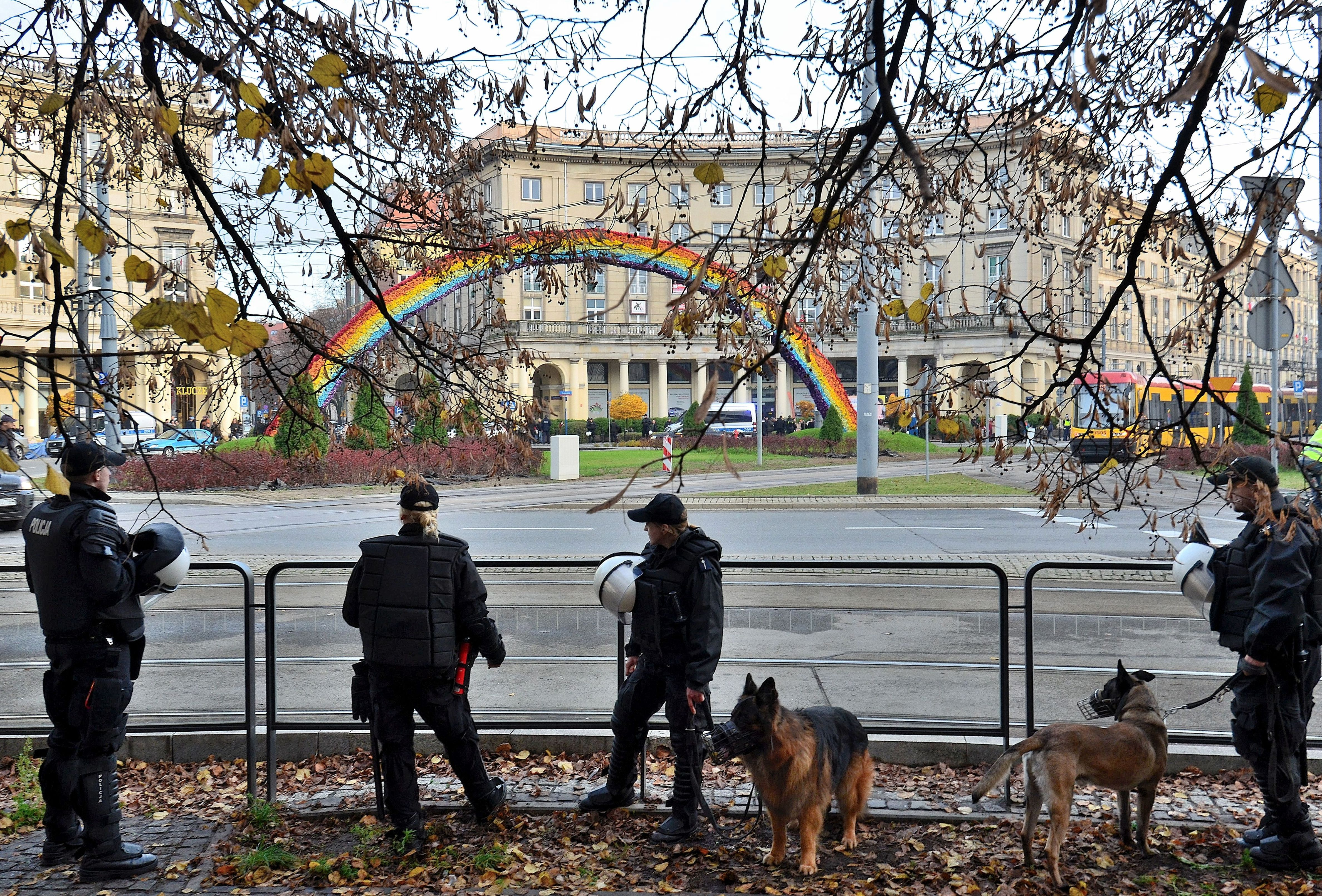
Policjanci ochraniający „Tęczę” 11 listopada 2014

„Tęcza” – instalacja polskiej artystki i performerki Julity Wójcik znajdująca się w latach 2011–2012 przed budynkiem Parlamentu Europejskiego w Brukseli, a w 2012–2015 na placu Zbawiciela w Warszawie.
Instalacja jest własnością Instytutu Adama Mickiewicza.
Podczas eksponowania na placu Zbawiciela „Tęcza” była siedmiokrotnie podpalana. W nocy z 26 na 27 sierpnia 2015 została zdemontowana. Miała zostać poddana renowacji m.in. wymienione miały zostać kwiaty, a stalowa konstrukcja zabezpieczona przed korozją.
Od sierpnia 2015 prawa do projektu „Tęczy” znajdują się w posiadaniu Centrum Sztuki Współczesnej Zamek Ujazdowski. 
W 2025 projekt odtworzenia instalacji na placu Zbawiciela uzyskał w głosowaniu finansowanie z budżetu obywatelskiego. Realizację projektu zaplanowano na 2026 rok.

## Historia i opis
Praca powstała na zlecenie Instytutu Adama Mickiewicza jako jeden z trzech projektów polskich artystów w przestrzeni publicznej Brukseli w ramach przedsięwzięcia Fossils and Gardens. Był to jeden z elementów zagranicznego programu kulturalnego polskiej prezydencji w Radzie Unii Europejskiej.
„Tęcza” była eksponowana na placu przed budynkiem Parlamentu Europejskiego w Brukseli od 24 września do 2 grudnia 2011. 8 czerwca 2012 instalacja została przeniesiona na warszawski plac Zbawiciela. Została ustawiona na wschodniej połowie wyspy centralnej placu, na osi północny wschód – południowy zachód. Została zdemontowana w nocy z 26 na 27 sierpnia 2015. Ma zostać przekazana warszawskiemu Centrum Sztuki Współczesnej i odtworzona po raz kolejny jako część jego kolekcji.
Instalację tworzy wysoka na 9 metrów i szeroka na 26 metrów konstrukcja wielobarwnego łuku inspirowanego zjawiskiem optycznym tęczy, stworzonego pierwotnie z 16 tys. różnokolorowych, sztucznych kwiatów umieszczonych na metalowym szkielecie. Plastikowe kwiaty zostały wykonane przez utworzoną specjalnie w tym celu w 2011 Spółdzielnię Rękodzieła Artystycznego „Tęcza”.
Autorka pracy, Julita Wójcik, została nominowana za „Tęczę” do tytułu Kulturysta Roku 2012 Programu III Polskiego Radia, a w styczniu 2013 została nagrodzona w kategorii sztuki wizualne Paszportem Polityki.
W 2022 tygodnik „Polityka” uznał instalację za jedno z dziesięciu najważniejszych dzieł sztuki ostatniego trzydziestolecia.

### Symbolika
Artykuł z 2012 w portalu culture.pl opisywał Tęczę w następujący sposób: „Wójcik odwołuje się do długiej tradycji pozytywnych skojarzeń wiązanych [z] tęczą jako uniwersalnym symbolem przymierza, miłości, pokoju, nadziei, ale też – we współczesnym świecie – ruchów emancypacji mniejszości seksualnych”. Cytował również samą Wójcik:

„Tęcza” pojawiła się w momencie organizacji wielu wydarzeń: 2 czerwca odbyła się Parada Równości, za chwilę będziemy mieć Boże Ciało, a zaraz potem – otwarcie Euro 2012 (...) Ona pasuje niejako do wszystkich tych wydarzeń, co sprawia, że tym samym podkreśla moje główne założenie: żeby „Tęcza” nie była zaangażowana społecznie czy politycznie, aby była całkowicie wolna od jakichkolwiek narzuconych znaczeń. Po prostu – aby była piękna

Jezuita Dariusz Kowalczyk w artykule poświęconym „Tęczy” w tygodniku „Idziemy” przypomniał, że od tysięcy lat tęcza jest symbolem przymierza Boga z ludźmi reprezentowanymi przez Noego, opowiadając się jednocześnie przeciwko przejmowaniu symbolu tęczy przez gejowskich aktywistów. Z kolei biskup Michał Janocha podkreślił, że tęcza jest symbolem biblijnym, łączy niebo i ziemię, proponując ustawienie pod instalacją na placu Zbawiciela Noego i zwierząt z jego arki.
W wywiadzie udzielonym w listopadzie 2013 autorka instalacji Julita Wójcik na pytanie o symbolikę instalacji stwierdziła, iż symbolizuje ona „wiele rzeczy, jednak najlepiej jest gdy nie symbolizuje nic, a pojawia się po deszczu wraz z pierwszymi promieniami słońca. Taką tęczą miała być moja instalacja na placu Zbawiciela w Warszawie. Nikt nie złości się na tęczę na niebie”. Stwierdziła też, iż ma być „symbolem opamiętania”.
Kiedy Urząd m.st. Warszawy poinformował o rekonstrukcji instalacji, która miała być ustawiona na placu 1 maja – w 10. rocznicę wstąpienia Polski do UE – Julita Wójcik napisała: Najlepszą datą na powrót „Tęczy” jest dzień 17 maja, który jest Międzynarodowym Dniem Walki z Homofobią.
Po spaleniu „Tęczy” w listopadzie 2013 autorka w oświadczeniu prasowym napisała:

Wspólną pracą przy odbudowie Tęczy pokażmy, że jesteśmy przeciw nienawiści i nietolerancji. Że jesteśmy za zapewnieniem równości wobec prawa osobom LGBTQ

### Kontrowersje
Tęcza o sześciu (a nie jak w przypadku klasycznej tęczy – siedmiu) barwach, a tyle ma ich instalacja na placu Zbawiciela, jest symbolem ruchu LGBT. Ich cechą wspólną jest nieobecność tego samego koloru – indygowego. Obecność tego symbolu w przestrzeni publicznej placu wywołuje liczne protesty chociaż według zapewnień autorki pracy jej symbolika jest wezwaniem do tolerancji wobec mniejszości i nie jest wymierzona przeciwko komukolwiek.
W marcu 2013 Olga Johann, wiceprzewodnicząca Rady m.st. Warszawy z ramienia PiS, postulowała przeniesienie „Tęczy” w inne miejsce, motywując to faktem, iż zasłania ona zabytkowy kościół Najświętszego Zbawiciela. Instalacja miała także budzić zgorszenie wśród wiernych wychodzących z kościoła. Ks. Jerzy Garda, inicjator cyklicznych pikiet modlitewno-edukacyjnych odbywających się w 2014 na placu Zbawiciela, postulował zastąpienie „prowokacyjnej instalacji” pomnikiem Najświętszego Serca Pana Jezusa.
W grudniu 2013 Rada Osiedla Koszyki, na którego terenie znajduje się plac Zbawiciela, sprzeciwiając się dewastowaniu, podpalaniu i rekonstruowaniu instalacji, wystąpiła do prezydent miasta Hanny Gronkiewicz-Waltz z prośbą o przeniesienie „Tęczy” w inne, równie godne miejsce, gdzie „miałaby więcej przestrzeni i więcej szczęścia do ludzi”.
Do grudnia 2014 „Tęcza” była siedmiokrotnie podpalana.

### Reakcje po spaleniu instalacji 11 listopada 2013
Po zniszczeniu „Tęczy” podczas Marszu Niepodległości w 2013 prezydent Warszawy Hanna Gronkiewicz-Waltz zapowiedziała odbudowę instalacji:

Ile razy trzeba będzie odbudowywać, tyle razy będziemy. Czy to będzie na trzy dni, czy na trzy lata będziemy zawsze tak działać, bo nie możemy zakładać, że ktoś ma złą wolę i że ktoś będzie się zachowywał w taki sposób, że będzie niszczyć dobro wspólne.

Nazajutrz po spaleniu „Tęczy”, pojawiły się na jej szkielecie kwiaty spontanicznie przynoszone przez mieszkańców Warszawy oraz cytaty z Pisma Świętego nawiązujący do przymierza z Bogiem (Księga Rodzaju 9). Wśród osób uczestniczących w tej spontanicznej akcji była między innymi piosenkarka Edyta Górniak. Ideę poparł także ambasador Szwecji w Polsce Staffan Herrström wpinając kwiaty w szkielet instalacji 14 listopada.
Podpalenie tęczy skrytykował jeden z organizatorów Marszu Niepodległości, Robert Winnicki z Ruchu Narodowego, stwierdzając że nie pochwala podpalenia, ale „trzeba sobie powiedzieć jedno: spłonął symbol zarazy, lewackiej rewolucji”. Poseł Ryszard Kalisz zaproponował natomiast pozostawienie części spalonej „Tęczy” jako symbolu i powodu do wstydu dla organizatorów marszu.
W kontekście podpalenia „Tęczy” wypowiedział się także w serwisie społecznościowym Facebook poseł Bartosz Kownacki z PiS, pisząc: „Płonie pedalska tęcza na Placu Zbawiciela. Ciekawe ile jeszcze kasy wyda bufetowa na jej renowacje zanim zdecyduje się ją usunąć!”. Wypowiedź jako propagująca nienawiść została usunięta z serwisu, ale wcześniej zdążyła wypłynąć do mediów. Sprawą wypowiedzi Kownackiego miał zająć się rzecznik dyscyplinarny Okręgowej Rady Adwokackiej w Warszawie. Uwagę zwróciła mu także sejmowa Komisja Etyki Poselskiej.
Swoje ubolewanie po zniszczeniu „Tęczy” wyraził również właściciel instalacji, Instytut Adama Mickiewicza, w specjalnym komunikacie, jednocześnie dziękując warszawiakom za gest solidarności i prezydent miasta za szybkie podjęcie decyzji o odtworzeniu instalacji i deklarację pociągnięcia do odpowiedzialności finansowej za szkody wyrządzone miastu organizatorów Marszu Niepodległości.
Komentarza w sprawie podpalenia „Tęczy” udzielił także na antenie Radia Maryja w audycji Patriotyczne podziemie Tadeusz Rydzyk, mówiąc „Nie wiem, czy ktoś z ideału podpalił, czy to była prowokacja, ale takie symbole nienormalności, zboczeń, nie powinny być tolerowane i nie powinny być za pieniądze wszystkich ludzi”. Sprawę spalenia „Tęczy” komentował także pisarz i podróżnik Wojciech Cejrowski pisząc na swoim profilu na facebooku – „Jeśli władzom Warszawy bardzo zależy na stawianiu „instalacji artystycznych” ku chwale grzechu sodomskiego, to można było wybrać inne miejsce – na przykład plac Unii Europejskiej. I wtedy jest gwarancja, że żaden narodowiec na ten plac nie przyjdzie – z obrzydzenia”.
Sprawa podpalenia „Tęczy” znalazła również oddźwięk m.in. w karykaturze. 14 listopada ukazał się w „Rzeczpospolitej” satyryczny rysunek Andrzeja Krauzego, przedstawiający grupę ludzi uczestniczących w budowie pomnika – „upamiętniającego martyrologię spalonej tęczy”.
W sierpniu 2015, w wywiadzie udzielonym na krótko przed rozebraniem instalacji na placu Zbawiciela, Julita Wójcik podkreśliła, że zawsze była przeciwna pozostawieniu na placu spalonej instalacji:

(...) Nigdy nie chciałam, by Tęcza stała się pomnikiem. Liczyłam i nadal liczę na to, że będzie zapamiętana jako obiekt pozytywistycznej przemiany, działania. Tęcza nie odwzorowywała rzeczywistości, ona nią była, wciąż jest. Mówi o teraźniejszości, nie o przeszłości, więc nie jest pomnikiem.

### „Tęcza” i jej zniszczenie w opiniach warszawiaków
W sondażu przeprowadzonym w dniach 22–28 kwietnia 2014 na zlecenie Fundacji Batorego i Funduszu Mediów przez PBS na reprezentatywnej próbie mieszkańców Warszawy, 61% z nich uznało, że to dobrze, że w Warszawie znajduje się „Tęcza”, 19% było przeciwnego zdania, a 20% wybrało odpowiedź „trudno powiedzieć”.
60% osób, które wzięły udział w badaniu, uznało niszczenie instalacji za bezmyślne chuligaństwo, 39% – wyraz nienawiści i nietolerancji, 18% – wyraz frustracji młodych ludzi, a 8% uznało takie działania za manifestację wartości patriotycznych.

### Ochrona i dostęp do instalacji
Po zrekonstruowaniu „Tęczy” wiosną 2014, wzmocniono jej ochronę. Przez całą dobę na placu Zbawiciela stacjonował patrol straży miejskiej, któremu często towarzyszył wóz policyjny. Praca Julity Wójcik została objęta monitoringiem, zamontowano także instalację zraszającą, która miała utrudnić kolejne podpalenie „Tęczy”.
Instalacja była trudno dostępna dla przechodniów, gdyż nie wyznaczono przejść dla pieszych prowadzących na wyspę centralną placu Zbawiciela. Osoby chcące dotrzeć na wyspę centralną aby obejrzeć „Tęczę” z bliska lub wykonać pod nią zdjęcie ryzykowały ukaranie mandatem za stwarzanie zagrożenia w ruchu drogowym.

### Instalacja jako atrakcja turystyczna
Powstanie „Tęczy” odnotowały wydane po 2012 przewodniki po Warszawie. W ocenie Marty Ignerskiej praca Julity Wójcik dobrze wkomponowała się w przestrzeń miasta, a jej kształt podkreślił łuki arkad i kolistość zabudowy placu Zbawiciela. Z kolei autorzy alternatywnego przewodnika „Zrób to w Warszawie!” opisując cyklicznie niszczoną i rekonstruowaną instalację, nazwali ją symbolem tolerancji i otwartości, konstatując jednocześnie, że „wyzwala on potężne pokłady skrajnych emocji, których już nigdy nie da się okiełznać”.

### Oddźwięk w innych miastach
W sierpniu 2014 na placu Zbawiciela w Poznaniu zorganizowano happening, którego celem było ustawienie tęczy wzorowanej na instalacji w Warszawie. Organizatorzy nie posiadali jednak zezwolenia na tego rodzaju działania, i akcja została przerwana przez policję i pracowników poznańskiego Zarządu Dróg Miejskich.

## Odtworzenie instalacji na placu Zbawiciela
W 2025 roku projekt przywrócenia instalacji na placu Zbawiciela otrzymał 6811 głosów (11,04%) w głosowaniu na projekty z budżetu obywatelskiego, dzięki czemu uzyskał finansowanie w kwocie do 700 tys. zł. Ma on zostać zrealizowany w 2026 roku. 
Powrót instalacji na plac Zbawiciela skrytykowali politycy Prawa i Sprawiedliwości i Konfederacji.

## Kalendarium wydarzeń
- 24 września 2011 – odsłonięcie „Tęczy” na placu przed budynkiem Parlamentu Europejskiego w Brukseli
- 8 czerwca 2012 – instalacja „Tęczy” na placu Zbawiciela.
- 12/13 października 2012 – pierwsze spalenie „Tęczy” (osoba odpowiedzialna za podpalenie została zatrzymana przez policję)[41].
- Sylwester 2012 – drugie spalenie „Tęczy” (instalacja zajęła się od fajerwerków)[42][43].
- 4 stycznia 2013 – trzecie spalenie (instalacja prawdopodobnie została podpalona, jednak sprawców nie ujęto)[44].
- 24 lipca 2013 – czwarte spalenie (instalacja prawdopodobnie została podpalona, jednak sprawców nie ujęto)[45].
- Rekonstrukcja instalacji z 23 tys. sztucznych kwiatów oraz zabezpieczenie antykorozyjne i przeciwpożarowe na jesieni 2013 r.[46] kosztowało 64 tys. zł.
- 7/8 listopada 2013 – nieznany sprawca wyrwał część kwiatów i rozciął siatkę, na której zamocowano sztuczne kwiaty, miało to miejsce jeszcze w trakcie rekonstrukcji po poprzednim uszkodzeniu[27].
- 11 listopada 2013 – miało miejsce piąte spalenie instalacji. Według informacji podanych przez Polską Agencję Prasową podczas próby gaszenia „Tęczy” w dniu Święta Niepodległości funkcjonariusze Straży Pożarnej zostali do niej niedopuszczeni i obrzuceni przez manifestantów kamieniami[27] i flarami[47]. Wydarzenia te miały miejsce podczas Marszu Niepodległości, chociaż sama trasa marszu nie przebiegała przez plac Zbawiciela[48].
- 12 listopada 2013 – nazajutrz po spaleniu „Tęczy”, pojawiły się na jej szkielecie kwiaty spontanicznie przynoszone przez mieszkańców Warszawy oraz cytaty z Pisma Świętego nawiązujący do przymierza z Bogiem (Księga Rodzaju 9)[24]. Wśród osób uczestniczących w tej spontanicznej akcji była między innymi piosenkarka Edyta Górniak[25].
- 15 listopada 2013 – kilkaset osób sprzeciwiających się niszczeniu „Tęczy” oraz pozytywnych wartości, które ma symbolizować, uczestniczyło w happeningu „Niewzruszeni! Całujemy się pod tęczą”[49].
- Prezydent Warszawy Hanna Gronkiewicz-Waltz zapowiedziała odbudowę instalacji[23].
- 2 grudnia 2013 – działacze Warszawskiej Wspólnoty Samorządowej wraz z jej liderem Piotrem Guziałem zwrócili się do ministra kultury i dziedzictwa narodowego Bogdana Zdrojewskiego z listem otwartym w sprawie „Tęczy” krytykując jej położenie jako godzące w układ tzw. Osi Stanisławowskiej, wpisanej do rejestru zabytków i proponując jej przeniesienie na Ursynów[50].
- 27 stycznia 2014 – szkielet instalacji rozebrano i przewieziono do hangaru w celu konserwacji[51].
- 12 lutego 2014 – rozpoczęła się ponowna instalacja „Tęczy” na placu Zbawiciela. Odbudowa została zablokowana przez demonstrację członków Ruchu Narodowego w formie pikiety siedzącej. Około godziny 13 zgromadzenie zostało rozpędzone przez policję, zatrzymano kilkanaście osób w tym trzech kandydatów do Parlamentu Europejskiego. Interweniowało pogotowie ratunkowe[52][53].
- 15 kwietnia 2014 – na placu Zbawiciela przeciwko odbudowie instalacji protestowało ok. 150 osób ze środowisk prawicowych[54].
- 1 maja 2014 – na placu przeciwko odbudowanej instalacji protestowało ok. 200 osób ze środowisk prawicowych[55].
- 7 sierpnia 2014 – „Tęcza” została podpalona po raz szósty. Spłonęło ok. 5 metrów instalacji[21].
- 26 sierpnia 2014 – na placu Zbawiciela rozpoczęła pikieta modlitewno-edukacyjna prowadzona przez grupę przeciwników instalacji[56]. W wywiadzie dla Radia Maryja pomysłodawca protestu ks. Jerzy Garda powiedział, że jego intencją była ekspiacja za „permanentną profanację” wyrażaną przez „Tęczę”, którą określił „symbolem grzechów Sodomy i Gomory”[18]. Uczestnicy pikiety protestowali jednocześnie przeciwko ideologii gender i w ich opinii związanym z nią zagrożeniom[57]. Pikiety odbywały się od poniedziałku do piątku w godzinach 12.00-15.00. Rozpoczynały się modlitwą Anioł Pański, a kończyły Koronką do Bożego Miłosierdzia[57]. Zakończenie protestu zaplanowano na 25 listopada[18].
- 11 listopada 2014 – w pierwszą rocznicę zniszczenia instalacji, na placu odbyło się zgromadzenie pod hasłem „Bronię tęczy jak niepodległości”[58].
- 7 grudnia 2014 – siódme podpalenie „Tęczy”. Ogień ugasiła policja i straż miejska, która również zatrzymała sprawcę; 25-letni mężczyzna znajdował się pod wpływem alkoholu[22].
- 26–27 sierpnia 2015 – demontaż instalacji na placu Zbawiciela[2].
- 27 sierpnia 2015 – prawa do projektu „Tęczy” uzyskało Centrum Sztuki Współczesnej Zamek Ujazdowski[4].

## Odwołania w kulturze
11 listopada 2014 w klubie Basen w Warszawie oraz w internecie miała miejsce premiera piosenki Doroty Masłowskiej (występującej pod pseudonimem Mister D.) „Tęcza”. W teledysku w reżyserii Macieja Szupicy wystąpili m.in. Masłowska i Michał Piróg. Utwór nawiązuje do „polskiej tendencji do narzekania i szarości życia przeciętnych obywateli” oraz krytycznie odnosi się do szeregu podpaleń tęczy na pl. Zbawiciela. Masłowska motywację do napisania utworu tłumaczyła następująco: „Piosenkę napisałam, kiedy media kolejny raz doniosły, że ktoś podpalił Tęczę na Placu Zbawiciela. Ten rytuał jej palenia jest bardzo wymowny: ma w sobie coś i z wielkiego grilla, i z wielkiego stosu. Ale pod całą groteską jest to akt nienawiści, która staje się naszym chlebem powszednim. Ta piosenka jest o tym, że źle gdy na sztandar tej nienawiści wciągany jest Bóg i Polska”. Utwór wraz z klipem spotkały się z pozytywnymi recenzjami.